# Kamienica przy ulicy Rzeźniczej 3 we Wrocławiu
Kamienica przy ulicy Rzeźniczej 3 – zabytkowa kamienica znajdująca się przy ulicy Rzeźniczej we Wrocławiu.

## Historia

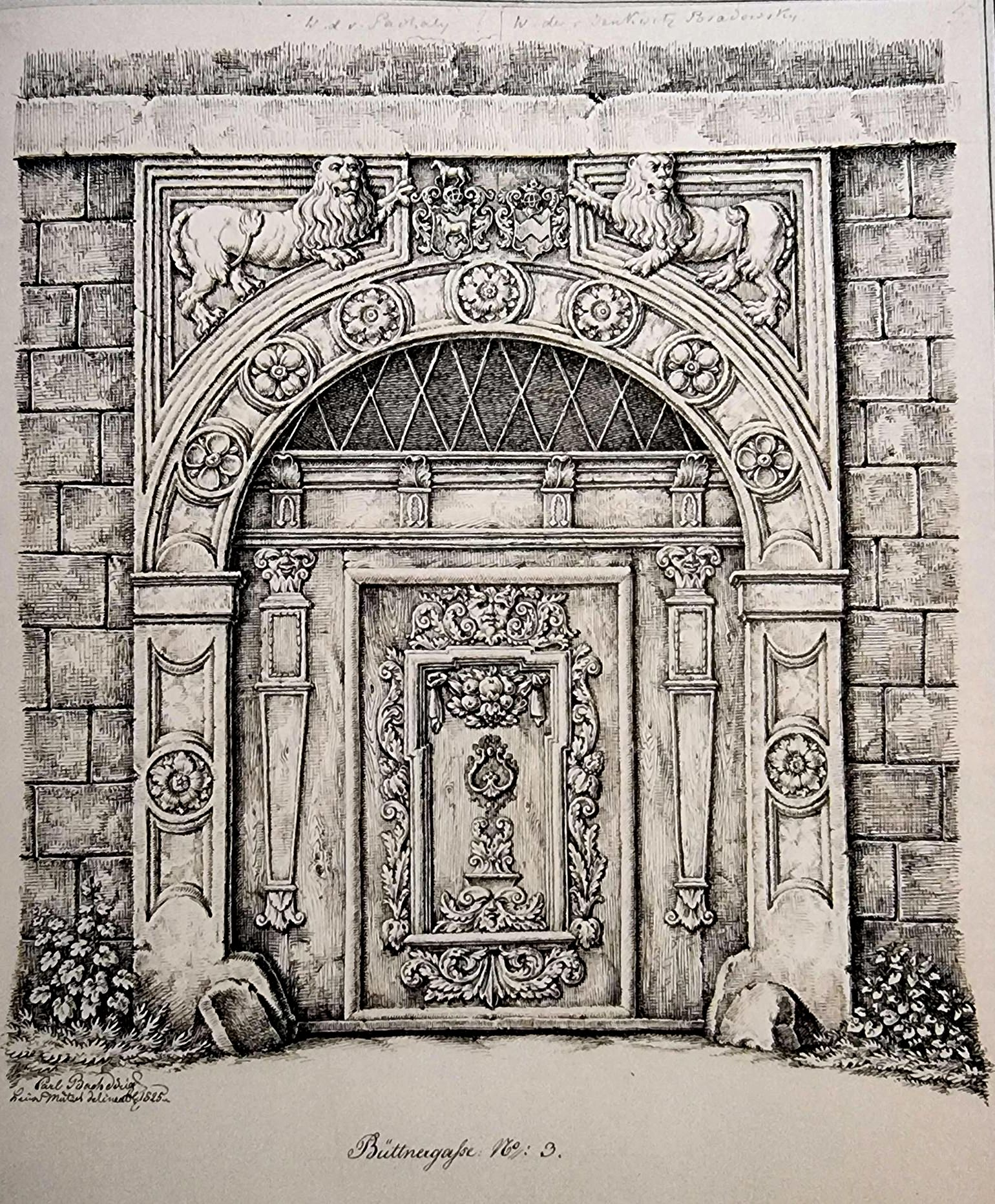
Portal wejściowy wg rysunku Heinricha Mützela z 1825 roku

Pod koniec XIV wieku na posesji nr 3 w północnej części wzniesiono jednotraktową, jednopiętrową, podpiwniczoną, kamienicę z jednoprzestrzennym pierwszym traktem. Ustawiona była szczytem do ulicy. Szerokość budynku wynosiła ok. 5.73 m a jego głębokość 8,75 m. Południowa część posesji stanowił przejazd na tyły zabudów. W pierwszej połowie XV wieku wzniesiono południową część kamienicy. Mogła to być osobna budowla należąca do oddzielnej parceli. Być może część parterową stanowił przejazd na podwórze. Dobudowana część była węższa; na poziomie piwnic miała wymiary 4,25 × 8,5 m. W okresie między 1470 a 1525 rokiem do jednotraktowego budynku dobudowano drugi podpiwniczony trakt. Budynek stanowił wówczas już osobną własność. W drugiej połowie XVI lub w pierwszej połowie XVII wieku fasada kamienicy została przebudowana, nadając jej renesansowy wygląd; dodano wówczas renesansowy portal. Jego węgary i archiwolta były udekorowane płycinami z tondami wypełnionymi rozetami. W przyłuczach umieszczono rzeźbione wizerunki lwów podtrzymujących dwie tarcze herbowe - herb po lewej stronie przedstawiał konia (Pachały) a po prawej znajdował się herb z szerokim zygzakiem (Jenkwitz-Posadowski). Nadświetle portalu było przeszklone zabezpieczone kratą. Dużych zmian dokonano w południowej części, co związane było z pracami związanymi z przejazdem w kamienicy przy ul. Rzeźniczej 2. W tym samym okresie przebudowano ściany pomieszczeń wszystkich traktów i wydzielono prawdopodobnie ciąg komunikacyjny.
Pod koniec XVII wieku nastąpiła barokowa przebudowa kamienicy. Naroża kamienicy zostały zaakcentowane boniowaniem, a pomiędzy oknami umieszczono płaskie pasowe gzymsy. Nad gzymsem koronującym umieszczono trzykondygnacyjny szczyt zwieńczony trójkątnym tympanonem. Każda z kondygnacji oddzielona była gzymsem i otoczona wolutami. Nad oknami dwóch kondygnacji znajdowały się naczółki: odcinkowe na pierwszej a trójkątne na drugim piętrze. Pod oknami natomiast znajdowały się lustra ozdobione girlandami lub festonami (II piętro). W tym samym okresie (w latach 1650 -1660) wymieniono stolarkę portalu, zastępując ją bogatą dekoracją snycerską. Stropy otrzymały polichromowane dekoracje. Po 1945 roku polichromowane deski były wykorzystywane jako ogrodzenie placu budowy kamienicy Rynek 3, a następnie po konserwacji trafiły do zbiorów Muzeum Architektury.
W 1894 roku kamienice przebudowano, zmieniając układ otworów w części parterowej, zlikwidowano portal znajdujący się w osi środkowej, dodano dwa okna witrynowe a pomiędzy nimi wejście do pomieszczenia handlowego; w północnej osi umieszczono wejście do kamienicy. Uproszczono również dekoracje szczytu.
Od 1877 roku kamienica należała do właścicieli kamienicy Kiełbaśniczej 30. W 1899 roku na dziedzińcu znajdowała się drukarnia Freunda.

## Po 1945
W latach 1960–1963 kamienica została przebudowana i połączona z sąsiednią kamienicą nr 3, zachowując odrębną elewację. Zniszczono wówczas wiele zabytkowych elementów architektonicznych, zmieniono układ wnętrz przez co zatarto jej historyczny charakter. W 2013 roku elewacja kamienicy została gruntownie odnowiona.